# Behanzin
Behanzin (7 settembre 1844 – Blida, 10 dicembre 1906) è stato l'undicesimo re del Dahomey indipendente. Gli successe il fratello Agoli-agbo, dodicesimo ed ultimo re del Regno del Dahomey.

## Biografia
Figlio e successore di Glélé, quando salì al trono cambiò il suo nome da Kondo. Le spedizioni francesi comandate dal colonnello Dodds (1892 - 1894) posero fine al Regno di Dahomey ed egli venne deportato in Martinica.